# شن وي
شن وي (بالإنجليزية: Shen Wei)‏ هو مصمم رقص ورسام ومخرج أمريكي، ولد في 1968 في نيويورك في الولايات المتحدة.

## وصلات خارجية
- الموقع الرسمي